# Detroit Shock 2002
La stagione 2002 delle Detroit Shock fu la 5ª nella WNBA per la franchigia.
Le Detroit Shock arrivarono ottave nella Eastern Conference con un record di 9-23, non qualificandosi per i play-off.

## Roster
| N° | Naz.                   | Ruolo | Sportivo            | Anno | Alt. | Peso |
| -- | ---------------------- | ----- | ------------------- | ---- | ---- | ---- |
| 3  | Stati Uniti (bandiera) | A     | Wendy Palmer        | 1974 | 188  | 75   |
| 5  | Spagna (bandiera)      | G     | Begoña García       | 1976 | 165  | 61   |
| 5  | Stati Uniti (bandiera) | G     | Elaine Powell       | 1975 | 175  | 67   |
| 7  | Russia (bandiera)      | C     | Oksana Zakaljužnaja | 1977 | 198  | 79   |
| 10 | Stati Uniti (bandiera) | A     | Dominique Canty     | 1977 | 178  | 73   |
| 12 | Stati Uniti (bandiera) | A     | Ayana Walker        | 1979 | 191  | 65   |
| 14 | Stati Uniti (bandiera) | GA    | Deanna Nolan        | 1979 | 178  | 73   |
| 16 | Brasile (bandiera)     | AC    | Kelly               | 1979 | 191  | 85   |
| 21 | Stati Uniti (bandiera) | G     | Stacy Clinesmith    | 1978 | 165  | 67   |
| 23 | Stati Uniti (bandiera) | G     | Lenae Williams      | 1979 | 185  | 68   |
| 24 | Stati Uniti (bandiera) | GA    | Edwina Brown        | 1978 | 175  | 75   |
| 32 | Stati Uniti (bandiera) | A     | Swin Cash           | 1979 | 188  | 73   |
| 42 | Stati Uniti (bandiera) | C     | Jill Chapman        | 1979 | 196  | 93   |
| 44 | Senegal (bandiera)     | A     | Astou Ndiaye        | 1973 | 191  | 83   |
| 54 | Stati Uniti (bandiera) | AC    | Barbara Farris      | 1976 | 191  | 88   |

## Staff tecnico
- Allenatori: Greg Williams (0-10) (fino al 19 giugno)[1], Bill Laimbeer (9-13)
- Vice-allenatori: Tom Cross, Frank Schneider